# Coupe d'Algérie de basket-ball 1973-1974
Navigation
Coupe d'Algérie 1972-1973 Coupe d'Algérie 1974-1975
La Coupe d'Algérie 1973-1974 est la 6e édition de la Coupe d'Algérie de basket-ball, compétition à élimination directe mettant aux prises des clubs de basket-ball amateurs et professionnels affiliés à la fédération algérienne de basket-ball.

## Résultats

### finale
21 avril 1974 stade ferhani ; c s dnc alger / gn (86-62 )...*equipe ; cs dnca ; terai r  . terai h . melouk .fadili . zirmi . chachoua . khoukhi . zenir .belgacem . man terai rabah ....***equipe gn ; nafai . aiouaz . khoualef . khaies . dellil . zenati . djaidjai . boualem . athmani . abdenbi . man si hassen . 